# Fontaine Saint-Servais de La Trinité-Surzur
Pour les articles homonymes, voir Fontaine Saint-Servais.
La fontaine Saint-Servais est située  route des Vénètes, à  La Trinité-Surzur dans le Morbihan.

## Historique
La fontaine est édifiée sur le site d'une ancienne chapelle disparue en 1969 ; elle était aussi dédiée à saint Servais.
La fontaine et son lavoir font l’objet d’une inscription au titre des monuments historiques depuis le 29 mars 1935.

## Architecture
Quatre colonnes portent une corniche et un fronton sur lequel la date de 1747 est gravée.